# Kleostrat
Kleostrat [kleóstrat] (starogrško Κλεόστρατος ὁ Τενέδιος: Kleóstratos hó Tenédios), starogrški astronom, * okoli 500 pr. n. št., otok Tinedos, † okoli 430 pr. n. št.

## Življenje in delo
Kleostrat je bil morda sodobnik Naburimanija. Nekateri verjamejo, da je Kleostrat iz Babilonije v Grčijo uvedel živalski krog (z začetkom v Ovnu in Strelcu) ter Sončev koledar.
Rimski slovničar in pisec Censorinus je v svojem delu De Die Natali iz leta 238 navedel, da je bil Kleostrat avtor oktaeterisa, osemletnega cikla. Kleostrat je leta 439 pr. n. št. našel osemletni cikel 99 mesecev z 2922 dnevi v Luninem koledarju. Sistematična napaka je -1334 sekund mesečno. Interkalacijsko pravilo je:
25 37 25 12 ali 8 (če se spremeni začetek cikla) 37 37 25
in je periodična napaka 1,6061 dneva. V resnici je bil njegov cikel dolg približno 8 · 365 = 2920 dni, kar je zelo blizu 99 Luninih mesecev, 99 · 29,5 = 2920,5 dni in kar je bila dobra povezava med Luninimi in Sončevimi koledarji. Podoben osemletni cikel je dal kasneje Evdoks. Oktaeteris so uporabljali pred Metonovim ciklom 19-tih let, pripisovali pa so ga tudi Evdoksu.
Ko so v 4. stoletju pr. n. št. sprejeli dolžino leta 365,25 dni, so videli da Kleostratov cikel ni bil zadovoljiv. Istega leta 439 pr. n. št. je dal Kleostrat v astralnem koledarju cikel z 8 leti z 2922 dnevi:
354 + 354 + 384 + 354 + 354 + 384 + 354 + 384,
tako, da je zvezdno leto v povprečju 365,25 dni.
Teofrast je omenjal Kleostrata skupaj z Matricetasom Metimnskim in Feinosom Atenskim kot meteorološkega opazovalca. Gaj Julij Higinij je v svojem delu Poetica Astronomica navedel, da je Kleostrat prvi pokazal na dve zvezdi v ozvezdju Voznika, z imenom Haedi (Otroci). Navidezni skupek sestavljo tri zvezde: Almaz (ε Aur), Azaleh (ζ Aur ) in η Voznika (η Aur).

## Priznanja

### Poimenovanja
Po njem se imenuje krater Kleostrat (Cleostratus) na Luni.